# حق–علی–محمد
حق-علی-محمد از باورهای علوی‌گری است. علی-محمد اشاره به وحدت وجود علی و محمد دارد و حق نیز یکی از نام‌های خداوند است.
| حق-علی-محمد                               | حق-علی-محمد | حق-علی-محمد |
| محمد-علی                                  | محمد-علی    | الله        |
| علی بن ابی‌طالب                            | محمد        | الله        |
| ----------------------------------------- | ----------- | ----------- |
|                                           |             |             |
| چپ: الله. وسط: محمد. وسط: علی بن ابی‌طالب. |             |             |